# Bečka šuma
Bečka šuma (njem. Wienerwald) je niski šumoviti masiv na istoku Austrije u Donjoj Austriji.

## Zemljopisne karakteristike
Planine Bečke šume su krajnji sjeveroistočni obronci Alpa pored Beča, pa su izuzetno popularna turistička destinacija.
Sjeverni dio masiva pripada zoni fliša (Pješčenjački Wienerwald), tu leži najviši vrh masiva Schoepfl, visok 893 metara, dok je južni dio vapnenački, tu je najviši vrh Peilstein (716 m).
Bečka šuma je sa zapada omeđen rijekama Grosse Tulln i Traisen, sa sjevera dolinom Tullnerfeld, rijekom Dunav i sedlom Wiener Pforte, na istoku Bečkom kotlinom i na jugu dolinama Triestingtal i Goelsental. Čak se i krajevi zapadno i istočno od Wienerwalda također zovu po njemu, kao - Viertel ober dem Wienerwald (Kraj iznad Wienerwalda, odnosno Mostviertel u Donjoj Austriji) i Viertel unter dem Wienerwald (Kraj ispod Wienerwalda, odnosno Industrieviertel u Donjoj Austriji).
Najviši vrhovi Bečke šume su već spomenuti Schoepfl (893 m), Fogelberg (885 m) i Hoher Lindkogel (m). Sjeveroistočni dio Wienerwalda proteže se po zapadnim dijelovima Okruga Wien-Umgebung. Na sjeveru u zoni fliša 77% Wienerwalda sastoji se od bjelogoričnih šuma (bukva, hrast kitnjak i grab), oko 46% šuma na jugoistoku (Vapnenački Wienerwald) sastoji se od crnogorice (obična smreka, crni bor, obična jela i europski ariš).
Istočni obronci Bečke šume koriste se za uzgoj vinove loze, na zapadu leže rezervati prirode Lainzer Tiergarten i Sparbach. Uz već spomenute rijeke značajne su i Wien i Schwechat. Šume su od ranog srednjeg vijeka bila zaštićena lovišta lokalnih feudalaca. Novinar Josef Schöffel je svojim apelima između 1870. – 1872. spasio šume od krčenja.
Iako je danas Bečka šuma zaštićeno područje, ipak joj prijeti uništenje od sve veće urbanizacije i zagađenja, jer je već danas najugroženije šumsko područje u Austriji. Preko Bečke šume prolaze trase zapadne željeznice, zapadne autoceste (A1) i spoj na Južnu autocestu preko Allanda (A21).
Najveća naselja u Wienerwaldu su; Klosterneuburg, Purkersdorf, Pressbaum, Bad Vöslau, Baden, Gumpoldskirchen, Mödling, Brunn am Gebirge i Perchtoldsdorf.